# Phagocata vitta
Phagocata vitta är en plattmaskart som först beskrevs av Duges 1830. Enligt Catalogue of Life ingår Phagocata vitta i släktet Phagocata och familjen Planariidae, men enligt Dyntaxa är tillhörigheten istället släktet Phagocata och familjen Dugesiidae. Det är osäkert om arten förekommer i Sverige. Inga underarter finns listade i Catalogue of Life.